# Sagartija
Sagartija (Asagartiya, staroperz. Aš-šá-kar-ti-ia, grč. Σαγαρτιοι) povijesna je regija Perzijskog Carstva iz doba iranske dinastije Ahemenida, a danas dio istočnog Irana. Zemlja je bila naseljena iranskim plemenima Sagartijanaca, čiji su susjedi bili Parti na sjeveru i Medijci na zapadu. Prema Herodotu, dijelili su podrijetlo s Perzijancima, a bili su u političkoj zajednici s Medijcima. Klaudije Ptolomej tvrdi kako su živjeli u Mediji, dok ih leksikograf Stjepan iz Bizanta smješta na poluotok uz obalu Kaspijskog mora koji se naziva Sagartía. Sagartijanci su bili nomadski pastiri, a njihovo glavno oružje bio je laso. Godine 550. pr. Kr. priključili su se Kiru Velikom u njegovoj pobuni protiv Medijskog Carstva, i od tada su postali dijelom Ahemenidskog Perzijskog Carstva.

## Vanjske poveznice
- Sagartija, Livius.org  Arhivirana inačica izvorne stranice od 3. ožujka 2009. (Wayback Machine)
- Iranica enciklopedija: Sagartija  Arhivirana inačica izvorne stranice od 6. svibnja 2009. (Wayback Machine)